# Petersianthus
Petersianthus là một chi thực vật có hoa trong họ Lecythidaceae.

## Loài
Chi Petersianthus gồm các loài: